# Höhere Bundeslehr- und Forschungsanstalt Raumberg-Gumpenstein
Die Höhere Bundeslehr- und Forschungsanstalt Raumberg-Gumpenstein (HBLFA Raumberg-Gumpenstein) ist ein naturwissenschaftliches Lehr- und Forschungszentrum in Irdning-Raumberg in Österreich und eine Dienststelle des Bundesministeriums für Landwirtschaft, Regionen und Tourismus. Durch die Fusion von Lehre und Forschung im Jahr 2005 und mit der Gründung eines eigenen Bioinstituts wurde Raumberg-Gumpenstein das Zentrum für die Landwirtschaft und den ländlichen Raum in Österreich.

## Geschichte
Die offizielle Geburtsstunde des Forschungsstandortes Raumberg-Gumpenstein war in der formellen Gründung der Bundesversuchsanstalt für alpine Landwirtschaft in Admont im Jahr 1947 – am ehemaligen Standort der Reichsforschungsanstalt für alpine Landwirtschaft.

## Organisation
Der Hauptsitz der HBLFA Raumberg-Gumpenstein ist Irdning im obersteirischen Ennstal. Sie verteilt sich über drei Zentren:
- Standort Gumpenstein[1]
- Standort Raumberg[2]
- Standort Moarhof[3]

Daneben gibt es Zweigstellen in Wels und Lambach (beide Oberösterreich) sowie Außenstellen in Admont, Piber, Winklhof und Kobenz.

## Forschung Raumberg-Gumpenstein

### Personal und Größe
Leiter für Forschung und Innovation ist Johann Gasteiner
Das Forschungszentrum beschäftigt etwa 300 Mitarbeiter. Auf einer Gesamtfläche von 187 ha landwirtschaftlicher Fläche, 168 ha Wald, 12 ha Biotope und Weiher wird in den Disziplinen Nutztierforschung, Pflanzenbau und Kulturlandschaft, Artgemäße Tierhaltung & Tiergesundheit und Bio-Landwirtschaft Anwendungs- sowie Grundlagenforschung betrieben.

### Forschungsbereiche
- Nutztierforschung:[5] Dem Institut für Nutztierforschung stehen als Forschungsressourcen neben den erforderlichen Futter- und Auslaufflächen diverse Stallungen für Rinder, Schafe und Ziegen zur Verfügung.
- Pflanzenbau und Kulturlandschaft:[6] Im Institut für Pflanzenbau und Kulturlandschaft findet die wissenschaftliche und systematische Bearbeitung aller Fragen des Pflanzenbaus, insbesondere der Grünlandwirtschaft in Vernetzung mit Fragen der Kulturlandschaft und des ländlichen Raumes statt.
- Artgerechte Tierhaltung und Tiergesundheit:[7] Forschung und Bearbeitung von Fragen der Artgemäßen Tierhaltung, des Tierschutzes und des Tierschutzrechtes, der Beurteilung von Stallbauten, von Stalleinrichtungen und Haltungssystemen in Hinblick auf Funktion, Tiergerechtheit, und Auswirkungen auf die Tiergesundheit und das Wohlbefinden landwirtschaftlicher Nutztiere.
- Biologische Landwirtschaft und Biodiversität der Nutztiere:[8] Das Bio-Institut bearbeitet an drei biologisch bewirtschafteten Standorten Fragen zur biologischen Grünland- und Viehwirtschaft, zur Tiergesundheit, zum Ackerbau sowie zu rechtlichen Belangen in der biologischen Landwirtschaft. Weitere Schwerpunkte stellen Arbeiten zur Erhaltung seltener Nutztierrassen in Österreich dar.

### Veranstaltungen
Jedes Jahr organisiert das Lehr- und Forschungszentrum Tagungen, Workshops, Fachveranstaltungen mit nationaler und internationaler Beteiligung zur Weitergabe der aktuellen Forschungsergebnisse.

## Schule
Die Schule ist eine Höhere Bundeslehranstalt, die zur Zentralmatura führt. Der Fokus der Ausbildung liegt, wie beim gesamten Institut, auf zeitgemäßer Landwirtschaft. Schwerpunkte der Schule sind:
- Agrarmarketing[11]
- Agrarmanagement[12]
- Umwelt- und Ressourcenmanagement

Sie verfügt über ein Internat vor Ort.